# Besøg
Et besøg eller gæsteri er en eller flere personers midlertidige ophold hos fx familie, venner, bekendte eller naboer.

## Generelt
Hvis personen er inviteret, taler man om en gæst. Dette er almindeligt hos serviceudbydere som restauranter eller hoteller, hvor besøgende altid omtales som gæster for at understrege det grundlæggende ønskeligt ved deres besøg (jf. passager, flypassager). Udstillinger, festivaler, koncerter, messer og museer omtales personen normalt som besøgende, mens konferencer omtaler personen som deltager. Besøget her er normalt mod betaling, der opkræves entré. På biblioteker taler man mere om brugere. Hvor mange besøgende dukker op, regulerer besøgstiderne normalt besøgendes ophold.
Mens en gæst normalt er en velkommen person, kan en besøgende også være en uønsket person ("indtrængen"). I fængslerne kan indsatte også modtage besøgende på fastlagte tidspunkter.

## Besøg blandt slægtninge, venner og naboer
Besøg blandt pårørende, venner og naboer er baseret på sociale relationer som en del af privatlivet. Disse besøg kan fx være en form for pleje af relationer, socialt samvær eller social støtte.

## Høflighedsbesøg
Høflighedsbesøget er et besøg hos nogen, i første omgang for at overholde sociale normer og ikke grundet et personligt forhold til nogen.

### Formål
Marie Calm skriver i sin bog fra 1888, Die Sitten der bon vivant society: "Formålet med høflighedsbesøget, som det tidligere var kendt for at skelne dette korte besøg fra andre længere besøg, er at etablere relationer mellem mennesker, der omgængeligt interagerer med hinanden og ved særlige lejligheder udtrykker gensidig sympati."
Om årsagerne til at betale høflighedsbesøg, skriver greve og grevinde Baudissin i Spemanns goldenes Buch der Sitte (Berlin, Stuttgart, 1901): ”Grunden, der får os til at foretage et høflighedsbesøg, kan være meget forskellig. Enten er det et indvielsesbesøg, et besøg for at sige tak for en invitation, du føler dig forpligtet til at udtrykke dine lykønskninger eller kondolencer, du har noget særligt på hjerte, eller også er det et spørgsmål om at komme væk fra det hus, du er i. At sige farvel som følge af en afgang.”

### Diplomati
Ud over officielle statsbesøg kan høflighedsbesøg også findes i højere regeringskredse. Hvis to nationer har etableret diplomatisk kontakt, men ikke har kommunikeret noget ud over det, vil regeringscheferne alligevel aflægge høflighedsbesøg hos den anden nation. Hvis afsendernationen ikke anser det diplomatiske forhold for at være meget vigtigt, sender det en repræsentant i stedet for sin regeringschef.